# Impatiens eryaleia
Impatiens eryaleia är en balsaminväxtart. Impatiens eryaleia ingår i släktet balsaminer, och familjen balsaminväxter.

## Underarter
Arten delas in i följande underarter:
- I. e. eryaleia
- I. e. gigantea
- I. e. matengoensis
- I. e. mbeyaensis